# Mooney M20
Mooney M20 – rodzina jednosilnikowych samolotów lotnictwa ogólnego w układzie dolnopłata produkowana przez Mooney Airplane Company. Jest to najbardziej udany produkt firmy, produkowany w różnych wersjach przez ostatnie 50 lat, począwszy od oryginalnych M20 i M20A (o skrzydłach konstrukcji drewnianej) aż do nowoczesnego M20TN-Acclaim.

## Wersje

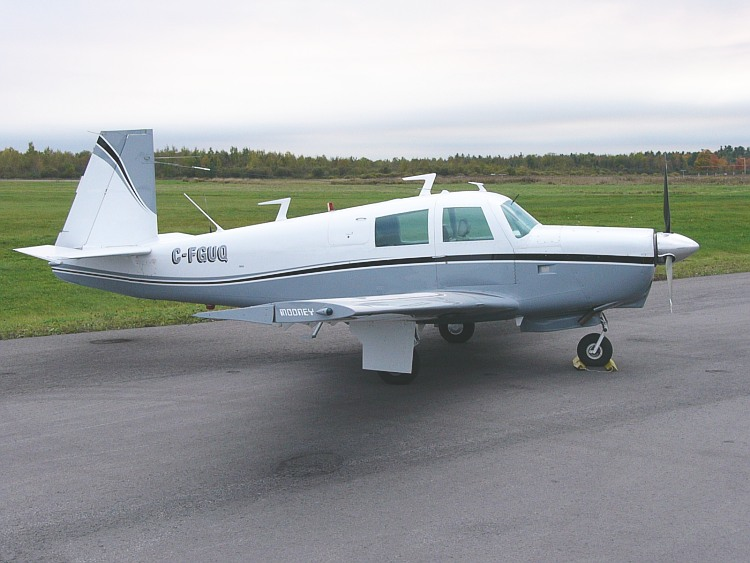
M20C

### M20 i M20A
Produkcję M20 rozpoczęto w roku 1955, w roku 1958 wprowadzono do produkcji wersję rozwojową M20A. Obydwa modele posiadały skrzydła konstrukcji drewnianej, kryte płótnem. M20 napędzany był silnikiem Lycoming O-320 o mocy 150 koni mechanicznych, natomiast M20A wzmocniono do 180 koni (Lycoming O-360-A1A).

### M20B
Wobec spadającej liczby odpowiednio wykwalifikowanych stolarzy, w 1961 roku zrezygnowano ze skrzydeł drewnianych na korzyść konstrukcji w pełni metalowej. Konstrukcja okazała się cięższa, przez co prędkość przelotowa spadła o około 5 węzłów (9 km/h) w porównaniu z modelami o skrzydłach drewnianych.

### M20C
M20C to kolejna wersja rozwojowa, samoloty tej wersji produkowano w latach 1962-1978.

### M20D
Wprowadzona w 1963 roku wersja M20D różniła się od M20C stałym podwoziem oraz stałym śmigłem. Zamiarem producenta było stworzenie samolotu szkolnego oraz samolotu turystycznego o niższych kosztach eksploatacji i ubezpieczenia. M20D produkowano tylko do roku 1966, większość egzemplarzy przebudowano na wersje M20C.

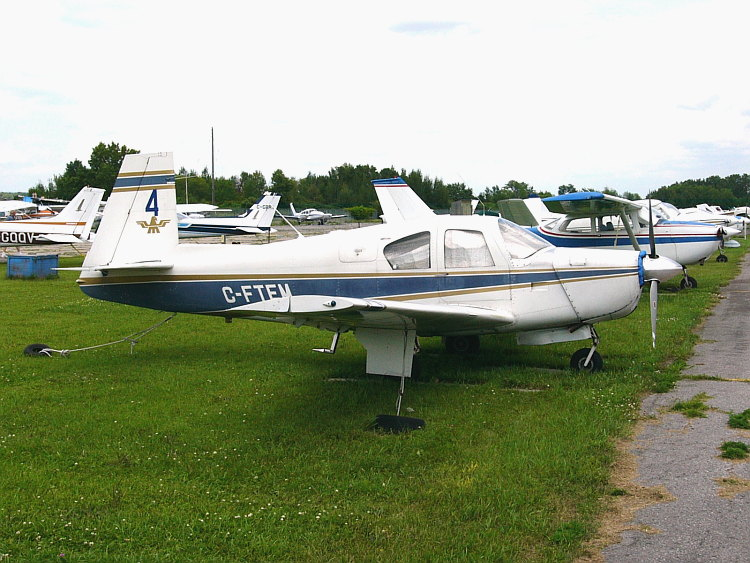
M20E

### M20E
Jest to pierwsza wersja o wysokich osiągach, produkowana w latach 1964-1975. Główną zmianą w stosunku do M20C było zamontowanie 200 konnego silnika z wtryskiem paliwa.

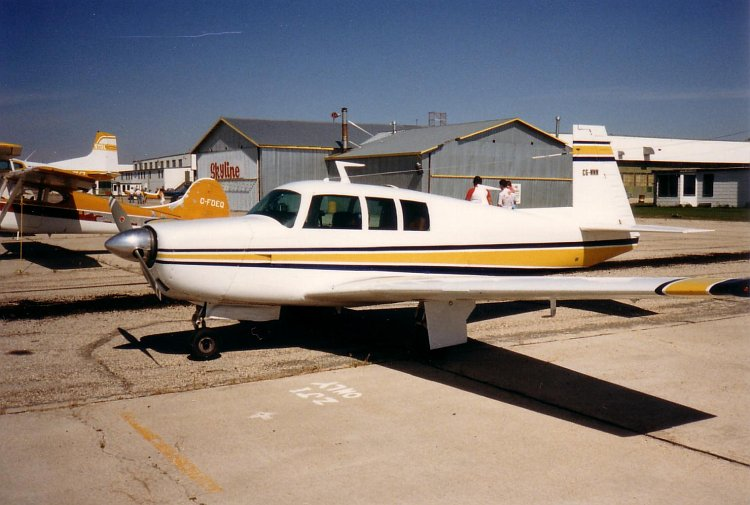
M20F

### M20F i M20G
M20F to wydłużona wersja M20E z dodatkowym, trzecim oknem z boku kadłuba, produkowana w latach 1966-1977.
M20G 'Statesman', to wydłużona lecz uproszczona wersja M20C ze 180 konnym silnikiem o zasilaniu gaźnikowym.
W roku 1969 producent postanowił zmienić napęd klap z mechanicznego (ręcznego) na elektryczny we wszystkich produkowanych modelach.

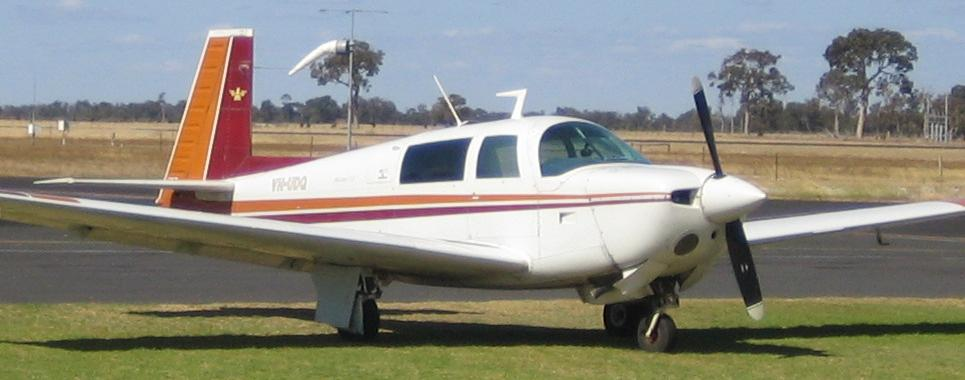
M20J

### M20J
W roku 1977 do produkcji wprowadzono wersję M20J która oferowała szereg aerodynamicznych udoskonaleń w stosunku do M20F, która stanowiła jej pierwowzór. Dzięki nim samolot osiągnął maksymalną prędkość 323 km/h w locie poziomym. Produkcję zakończono dopiero w roku 1998.

### M20K
M20K to pierwsza wersja z silnikiem sześciocylindrowym, niektóre modele otrzymały jednostki turbo-doładowane. Maksymalna prędkość w locie poziomym wyniosła 406 km/h (na poziomie 28 000 stóp nad poziomem morza). Produkowany w latach 1979-1998.

### M20L
W 1988 firma Mooney nawiązała współpracę z Porsche, której wynikiem było opracowanie silnika 'Porsche PFM 3200' o mocy 217 koni mechanicznych, który zastosowano w M20L. Kolejną zmianą było dalsze wydłużenie kadłuba. Produkcję zakończono w roku 1990.

### M20M
Produkowany w latach 1989-2006, z silnikiem Lycoming TIO-540-AF1A lub AF1B wzmocnionym do 270 koni z turbo-doładowaniem.

### M20R
Wprowadzony do produkcji w roku 1994, zasilany 280 konnym wolnossącym silnikiem Continental IO-550-G, został uznany "jednosilnikowym samolotem roku" przez amerykańską gazetę "Flying Magazine".

### M20S
Model wyposażony w 244 konny silnik Continental IO-550-G, trójłopatowe śmigło o zmiennym skoku, skórzane wykończenie wnętrza oraz maksymalną masę startową podwyższoną o 45 kg. Produkcję rozpoczęto w roku 1999.

### M20T
Prototyp wojskowego samolotu szkolnego z silnikiem Lycoming AEIO-540. Zbudowano jeden egzemplarz.

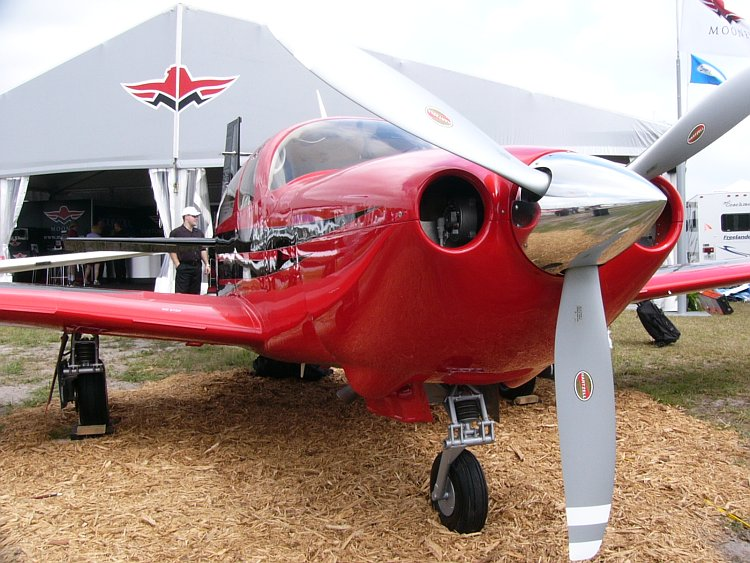
M20TN Acclaim

### M20TN
M20TN "Acclaim" to najnowsza wersja wyposażona w silnik Continental TSIO-550-G z podwójnym turbo-doładowaniem. Maksymalna prędkość przelotowa 242 kn (448 km/h) stawia go w gronie najszybszych produkowanych samolotów jednosilnikowych tłokowych, razem z Cessną 400(235 kn, 435 km/h) oraz Cirrusem SR22 GTS(220 kn, 410 km/h).